# مجلس الإنقاذ الوطني اليمني الجنوبي
مجلس الإنقاذ الوطني اليمني الجنوبي هو كيان سياسي جبهوي في جنوب اليمن جرى إشهاره والإعلان عن تأسيسه يوم 19/ 10/ 2019، في مدينة الغيضة عاصمة محافظة المهرة شرقي اليمن. وهو يضم عدداً من المكونات السياسية والشخصيات الوطنية من الحراك السلمي الجنوبي وغيره من الهيئات السياسية التنظيمية والمستقلين في الجنوب اليمني.

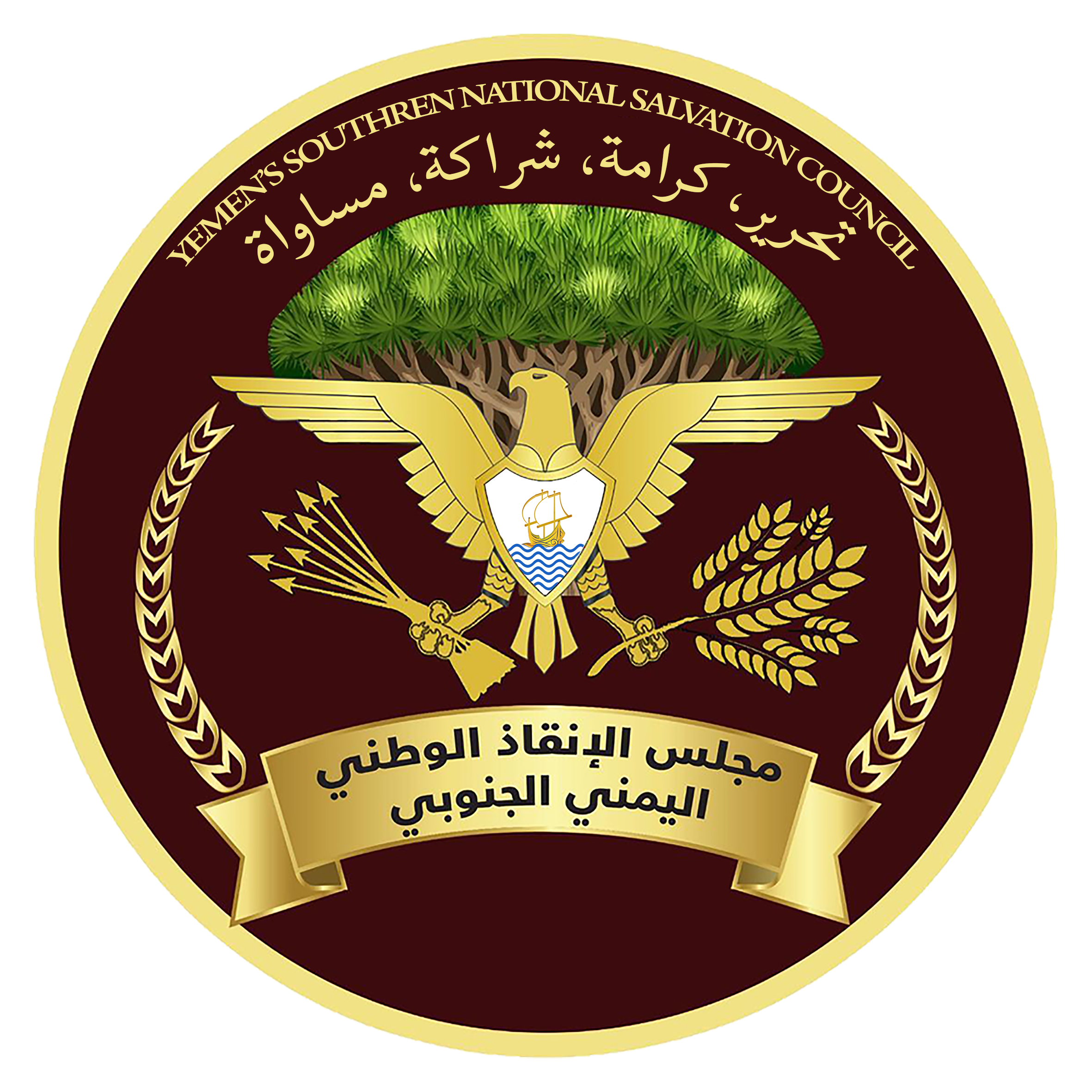
شعار مجلس الإنقاذ الوطني اليمني الجنوبي

## التأسيس[2]
قبل إشهار المجلس بفترة ليست قصيرة كان عدد من المهتمين بما يعانيه الجنوب واليمن كله من الحرب والتدهور الشامل قد أجروا سلسلةً من الاتصالات والمشاورات الجادة فيما بينهم ومع طيف متعدد من القوى والأفراد الذين يتوسمون فيهم مشاركتهم الهم العام والإحساس بأهمية البحث عن سبل للإنقاذ الوطني والخروج بالبلاد من نفق معاناتها الطويل.

### الخطوات الأولى
أسفرت تلك المشاورات والمساعي عن التوصل إلى ضرورة العمل الجماعي المنظم بإنشاء كيان سياسي ائتلافي يسعى إلى تحقيق هدف الإنقاذ الوطني؛ ونتج عنها التوافق حول جملة من الحيثيات والمبادئ العامة والأهداف التي تمت بلورتها في بيانٍ رسمي توافقت عليه تلك القوى والشخصيات الوطنية في أغسطس/آب 2019، وعلى اختيار مدينة الغيضة مكاناً لإشهار المجلس ومقراً رئيسياً له، تقديراً لدور أبناء المهرة الوطني ونضالهم المشرف، طوال السنوات الأخيرة خصوصاً، ضد الوجود الأجنبي.

### فعالية إشهار المجلس:[4]
خلال منتصف شهر أكتوبر/تشرين الثاني 2019، بدأ مؤسسو المجلس وكثير من مؤيديه يتوافدون من مختلف محافظات الجنوب ومديريات المهرة ومن اليمن وخارجه إلى مدينة الغيضة؛ حيث جمعهم -يوم الثامن عشر منه- لقاء موسع تم بإثره وبناءً على مناقشاته وترتيباته عقد الاجتماع الأول لأعضاء الهيئة التأسيسية تحديداً بشأن مختلف الجوانب المتعلقة بالمجلس وفعالية إشهاره المزمع إقامتها صبيحة اليوم التالي.
وما بين الإجماع والأغلبية العظمى، أقر المجتمعون الصياغة النهائية لبيان الإشهار المشار إليه وتسميته (إعلان المهرة التاريخي)، وهوية المجلس وتسميته (مجلس الإنقاذ الوطني اليمني الجنوبي)، وقيادته المعنوية (المرجعية الإشرافية) وقيادته السياسية (المجلس السياسي)، والرئيس ونوابه والأمين العام ورئيس دائرة الأمن، والناطق الرسمي، والمقرر؛ على أن يكون كل ذلك مؤقتاً إلى أن يبت فيه المؤتمر العام الأول للمجلس. وبهذا الصدد أقر الاجتماع لجنة الوثائق الأساسية بإشراف الأمين العام رئيس اللجنة التحضيرية للمؤتمر العام، بحيث ينعقد بعد ستة أشهر، يتم خلال نصفها الأول البدء بتأسيس فروع المجلس في المحافظات الجنوبية وإنجاز مشاريع الوثائق ومناقشتها وإقرارها في أول اجتماع يعقده المجلس السياسي بعد الإشهار، وذلك في يناير/كانون الثاني 2020.
وتحت شعار (من أجل حرية واستقلال الوطن، وصوناً لكرامة المواطن)، أقيمت فعالية إشهار المجلس رسمياً صبيحة يوم السبت 19أكتوبر/تشرين الثاني في إحدى قاعات مدينة الغيضة بحضور ممثلين عن الطيف السياسي والاجتماعي والإعلامي في م/المهرة وجمعٍ من أبنائها ومن المحافظات الجنوبية كافة. وقد تضمنت الفعالية حفلاً خطابياً أعقبه مؤتمر صحفي لقيادة المجلس ممثلة بالمناضل الشيخ علي سالم الحريزي عن المرجعية الإشرافية للمجلس، والرئيس اللواء أحمد محمد قحطان والأمين العام الأستاذ أزال عمر الجاوي عن مجلسه السياسي. وكان عدد من الكلمات المهمة قد ألقي في حفل الإشهار أبرزها بيانه الرئيسي.

## إعلان المهرة وأهداف المجلس[5]
جاء إعلان المهرة التاريخي عن قيام المجلس مغايراً لمعظم الأدبيات السياسية الجنوبية بمناهضته الحرب والحصار و«الاحتلال المتعدد» والوجود الأجنبي بجميع أشكاله، ورفضه محاولات الانسلاخ عن الهوية الوطنية اليمنية للجنوب؛ وإصراره على إيجاد صيغة «وطنية خالصة» لإنقاذ الوطن؛ وغير ذلك مما يمكن إجمال أهم مضامينه على النحو التالي:
«في ظل الظروف الاستثنائية التي يمر بها الوطن والتدهور الحاصل في مختلف المجالات وما ترتب على ذلك من فقر ومرض وانقسامات اجتماعية وتدمير شامل للبنية التحتية نتيجة الاحتلال الأجنبي المتعدد للبلاد وكذا الصراعات الداخلية من أجل السلطة أو نتيجة التبعية لدول خارجية إقليمية تتصارع في أرضنا وعليها وبجماجم شبابنا وأبنائنا... فإن الضرورة قد دفعت بثلة من القوى والشخصيات الوطنية إلى التداعي والتشاور خلال الأشهر الماضية لإيجاد صيغة وطنية خالصة لإنقاذ الوطن مما وصل إليه. وقد أثمرت تلك الجهود الاتفاق على تأسيس مجلس إنقاذ وطني يمني جنوبي يتشكل من مجموعة من المكونات والشخصيات السياسية والاجتماعية الموقعة أدناه، ووفقاً للأهداف والمبادئ».
ويمكن اختصار ما تضمنته تلك المبادئ والأهداف، بنقاطها الخمس، في ما يلي:
1. وقف الحرب ورفع الحصار، وإنقاذ البلاد من الانقسام والتشظي والتردي الشامل، والدعوة للحوار والشراكة، والوقوف على مسافة واحدة من جميع الأطراف.
2. رفض الوجود والتدخل العسكري الأجنبي، واقتطاع أي جزء من جغرافية أرضنا وحقوقنا التاريخية، وأي استحداثات أجنبية مباشرة أو عبر أدوات محلية.
3. تأكيد أن الشعب هو مصدر السلطة، فلا يجوز فرض أي مشاريع من أي طرف إلا عبر الوسائل الديمقراطية بعد زوال موانع الحرية وأولها التدخل الأجنبي.
4. صون مقدرات البلاد وثرواتها المادية والبشرية وحق تعويضها العادل عن آثار الحرب واستعادة الأموال والحقوق المنهوبة.
5. إقامة شراكة وطنية حقيقية في دولة حديثة تضمن الحرية والكرامة والعدالة والمساواة والأمن لكل مواطنيها

## مكونات المجلس
يتألف المجلس تنظيمياً من هيئات قيادية مرجعية وسياسية تنفيذية محددة بوضوح في نظامه الداخلي، أعلاها المؤتمر العام الذي أدت جائحة كورونا إلى تأجيل انعقاده. ومن أبرز تلك الهيئات ما يلي:

### الهيئة الوطنية
وتعتبر أعلى هيئة تنظيمية بعد المؤتمر العام. وتتكون من عشرة أعضاء عن كل محافظة جنوبية، يتم انتخابهم في المؤتمر العام؛ إلى جانب المجلس السياسي ورؤساء الفروع في المحافظات.

### المرجعية الإشرافية
وهي الشخصية الرمزية في قيادة المجلس، والقيادة المعنوية له؛ المنوط بها طرح المقترحات والمشاريع على المجلس السياسي والأمانة العامة والهيئة الوطنية على أن تقر بالأغلبية. ولها أن تستدعي الأطر القيادية الثلاثة لمناقشتها ومساءلتها إذا ما اقتضت الضرورة.

### المجلس السياسي
وهو الهيئة السياسية والسيادية للمجلس، والتي ترسم السياسات العامة وتضع القرارات الأساسية فيه. ويتكون من 16 عضواً تنتخبهم الهيئة الوطنية؛ وهم: رئيس المجلس السياسي، والأمين العام، وأمناء دوائر الأمانة العامة، وأعضاء المجلس السياسي.

### الأمانة العامة
وهي الجهاز التنفيذي المباشر للمجلس، والذي يعمل على تنفيذ قرارات وتوصيات المؤتمر العام والمرجعية الإشرافية والهيئة الوطنية والمجلس السياسي. وتتكون من الأمين العام، ومساعديه، والدوائر المختصة (الأمن والدفاع، السياسية، التنظيمية، الإعلامية، المالية، الرقابة والتفتيش، العلاقات الخارجية، القانونية، الحقوق والحريات والمجتمع المدني، العامة).

### فروع المجلس وقياداته المحلية
استكمل مجلس الإنقاذ الوطني اليمني الجنوبي إنشاء فروعه في محافظات اليمن الجنوبية والشرقية كافة؛ وأعلن عن ممثليه وقياداته المحلية ومختلف مهامهم التنفيذية والرقابية، في كل محافظة منها؛ إلى جانب إنجازه مختلف وثائقه الأساسية السياسية والتنظيمية.